# 명혜학교
명혜학교(明惠學校)는 경기도 안산시 상록구 사동에 있는 사립 특수학교이다. 지체장애 학생을 위한 특수교육기관으로 중학부, 고등부, 전공과를 두고 있다.

## 연혁
- 1981년 11월 3일 : 개교